# یک رابطه خانوادگی (فیلم ۲۰۲۴)
یک رابطه خانوادگی یک فیلم آمریکایی کمدی عاشقانه محصول سال ۲۰۲۴ به کارگردانی ریچارد لاگرونیز و نویسندگی کری سولومون است. نیکول کیدمن، زک افرون، جوی کینگ، لیزا کوشی و کتی بیتس در این فیلم بازی می‌کنند. این فیلم توسط نتفلیکس در ۲۸ ژوئن ۲۰۲۴ منتشر شد.

## طرح
زارا ۲۴ ساله از اینکه در شغلش به عنوان دستیار شخصی کریس کول ستاره خود شیفته هالیوود مورد توجه قرار نمی‌گیرد، خسته شده است.
به خانه‌اش می‌آید تا به او سمت دستیار تهیه‌کننده را پیشنهاد دهد، اما تنها زمانی که زارا در حال انجام کارهایش است، بروک را پیدا می‌کند. همان‌طور که او تصمیم می‌گیرد منتظر او بماند، او و بروک آن را شکست دادند. زمانی که زارا برمی‌گردد، ناخودآگاه به سراغ آنها می‌رود که در حال رابطه جنسی هستند.
به زارا قول داده می‌شود که دیگر این اتفاق نیفتد، اما کریس بروک را به شام دعوت می‌کند و قبل از اینکه متوجه شوند، رئیس زارا با مادر بیوه اش رابطه عاشقانه مخفیانه ای برقرار می‌کند.

## بازیگران
- زک افرون در نقش کریس کول
- جوی کینگ در نقش زارا فورد
- نیکول کیدمن در نقش بروک هاروود، مادر زارا
- لیزا کوشی در نقش یوجنی
- کتی بیتس در نقش لیلا فورد، مادرشوهر بروک و مادربزرگ زارا
- شری کولا در نقش استلا

## تولید
در ۱۴ ژوئن ۲۰۲۲، نیکول کیدمن، زک افرون و جوی کینگ به عنوان سه بازیگر نقش اول مشخص شدند. در ۲ اوت، سال ۲۰۲۲، کتی بیتس و لیزا کوشی به بازیگران پیوستند.
فیلمبرداری در آتلانتا از اوت تا اکتبر ۲۰۲۲ انجام شد.

## رهایی
رابطه خانوادگی در ابتدا قرار بود توسط نتفلیکس در ۱۷ نوامبر ۲۰۲۳ منتشر شود. در نهایت برای انتشار در ۲۸ ژوئن ۲۰۲۴ برنامه‌ریزی شد.

## پذیرایی
این فیلم در متاکریتیک که از میانگین وزنی استفاده می‌کند، بر اساس نظر ۱۹ منتقدین امتیاز ۴۵ از ۱۰۰ را کسب کرده که نشان‌گر «نقدهای مختلط یا متوسط» است.